# Plastiscines

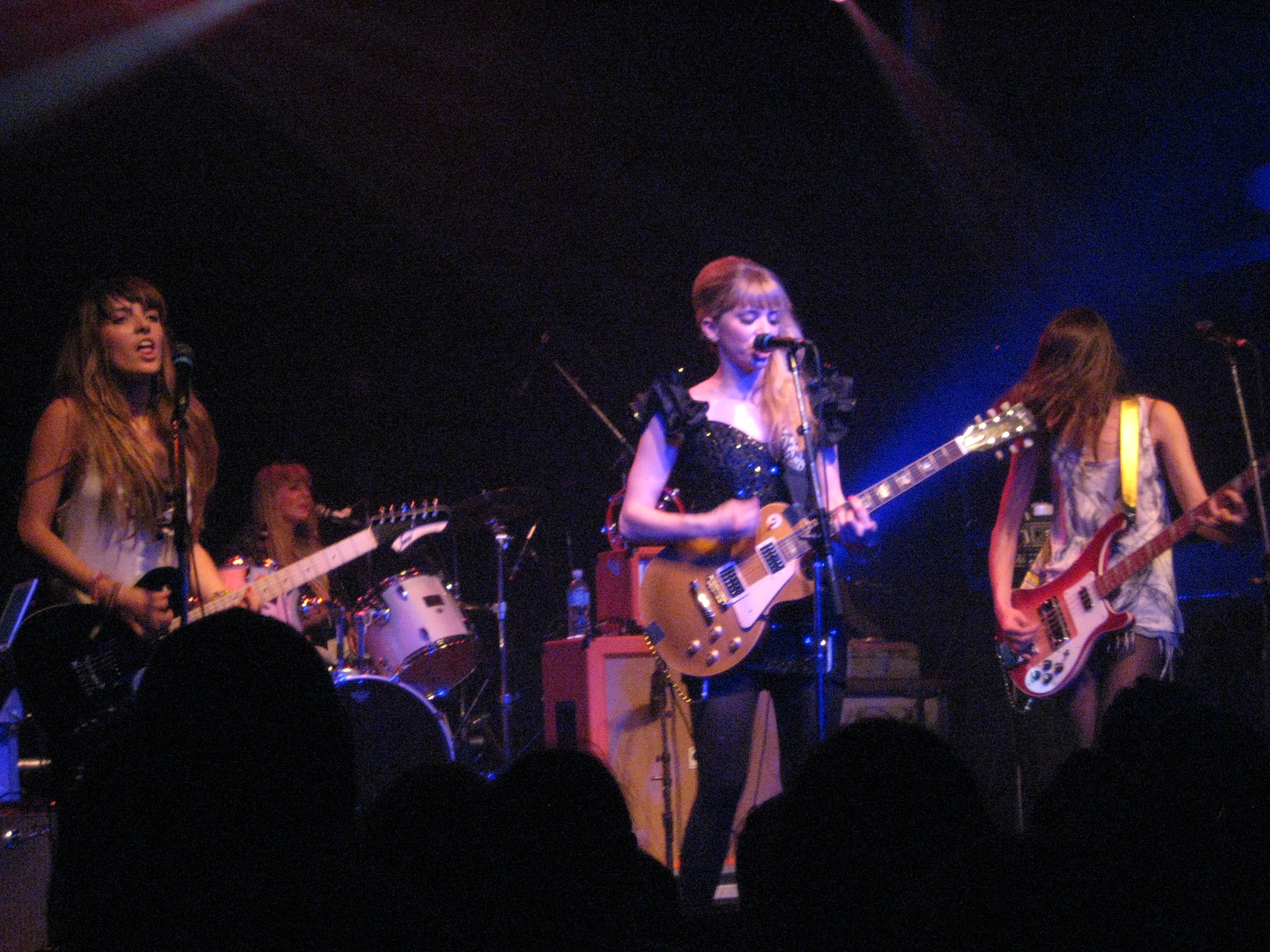
Plastiscines no Toronto no ano 2009

Plastiscines é uma banda francesa, composta por Katty Besnard (vocalista/guitarra), Louise Basilien (baixo), Anaïs (bateria) e também das antigas bateristas Caroline e Zazie Tavitian e da antiga guitarrista  Marine Neuille.